# Jadwiga Długoborska

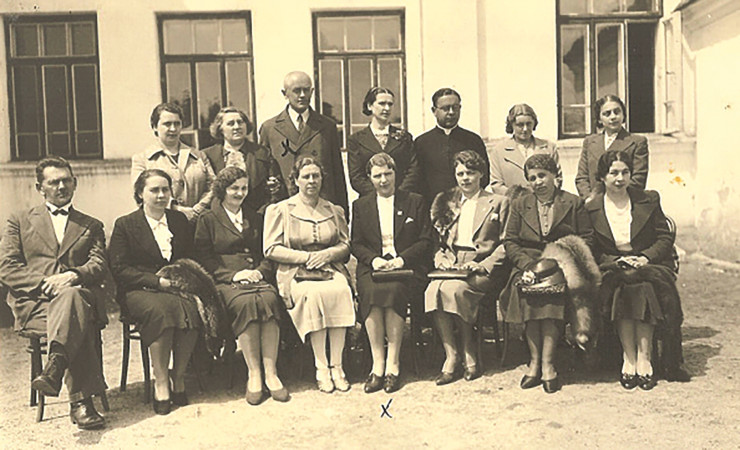
Komitet ds. Dożywiania Dzieci, J. Długoborska stoi w środku

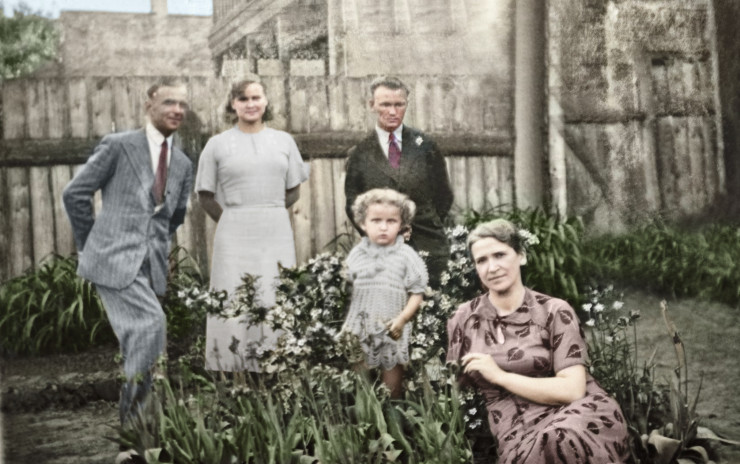
J. Długoborska (siedzi) z siostrą Wandą Wujcik, 1935

Jadwiga Długoborska (ur. 27 lipca 1899 w Ostrowi Mazowieckiej, zm. 29 czerwca 1944 w lasach Guty-Bujno) – nauczycielka, działaczka społeczna i charytatywna, w latach II wojny światowej działaczka polskiego podziemia niepodległościowego. Aresztowana przez gestapo pod zarzutem ukrywania Żydów i polskich oficerów AK, poddana torturom, zamordowana przez gestapowca Antona Birkenfelda, zwanego „Cykiem” lub „katem Ostrowi”.

## Życiorys
Jadwiga Długoborska urodziła się jako córka Karoliny z Leszczyńskich i Aleksandra Wagnera, przedsiębiorcy. Przed I wojną światową ukończyła prywatną pensję Cecylii Zembrzuskiej w Siedlcach. W 1919 roku wyszła za mąż za Bolesława Długoborskiego, zarządcę dóbr w Oblęgorku. Podjęła pracę w Szkole Podstawowej nr 1 w Ostrowi Mazowieckiej w charakterze nauczycielki. Po krótkim pobycie w Oblęgorku powróciła do Ostrowi, zarządzała majątkiem i włączyła się w działalność charytatywną; działała m.in. w lokalnym Komitecie ds. Dożywiania Dzieci.

### Okupacja – pomoc Żydom
Rodzina Wagnerów, mieszkająca przed wybuchem wojny pod adresem 3 Maja 16, od pokoleń wynajmowała mieszkania polskim i żydowskim lokatorom. Po inwazji niemieckiej, a potem sowieckiej Ostrów Mazowiecka stała się miastem granicznym, od północnego wschodu granicząc z ZSRS, od północnego zachodu z terenami wcielonymi do III Rzeszy. Domy rodziny Wagnerów, którymi zarządzała Długoborska razem z pensjonatem, znalazł się kilkaset metrów od więzienia żandarmerii i gestapo przy ul. Jatkowej (obecnie Pocztowa).
Po wybuchu wojny Długoborska włączyła się w pomoc pielęgnowania rannych żołnierzy w szpitalu. Miasto przed wkroczeniem wojsk niemieckich zostało zbombardowane, następnie okupant rozpoczął zmasowany terror, zastraszanie i zabijanie ludności cywilnej. Eskalacja nastąpiła 11 listopada 1939 r., kiedy wymordowano całą żydowską społeczność miasta. Dokonał tego przysłany z Warszawy 91 Batalion Policji SS podporządkowany Einsatzgruppen b.Va, pod dowództwem Hansa Hoffmanna, Theodora Pilicha i Kurta Kirschnera. Była to pierwsza masowa eksterminacja Żydów w GG, celowo przeprowadzona w polskie święto narodowe – 11 listopada.
Według oficjalnych niemieckich danych zginęły 364 osoby: kobiety, mężczyźni i dzieci. Polacy utrzymywali, że liczba ofiar była zdecydowanie wyższa. Przed egzekucją Niemcy przeprowadzili prowokację – podpalili centrum miasta i rozpuścili plotkę, że winnymi pożaru są Żydzi, którzy nie chcieli zostawiać dobytku Polakom. W celu zebrania Żydów przed Ratuszem i na placu gimnazjalnym posłużyli się księgą mieszkańców stałych z 1939 roku z uwidocznionymi dokładnymi adresami zamieszkiwania Żydów.
9 lub 10 listopada 1939 r. Jadwiga Długoborska razem z matką i prawdopodobnie z siostrą Wandą Wujcik, wiedząc, że ich dom z żydowskimi lokatorami figuruje na liście, ukryła 10 żydowskich lokatorów w zamaskowanych pokojach na piętrze. Były to rodziny: Ryczke, Rekant, Lewartowicz, Szumowicz. Lokatorzy przeżyli dzień eksterminacji, nazajutrz rano opuścili miasto przedzierając się przez granicę z ZSRS. Z Białegostoku przesłali kartkę pocztową dając znać, że żyją. Po pierwszej udanej próbie Długoborska podejmowała kolejne. Na jesieni 1940 roku ukrywała rodzinę żydowską z dwójką dzieci.
Długoborska w swojej działalności korzystała z pomocy lokatora, pracownika niemieckiego magistratu, Ludwika Tomaszewskiego, członka AK „Opocznik”, pseudonim „Cis”. Na skutek donosu dozorcy pracującego w magistracie, 20 marca 1943 r. „Cis” został aresztowany w grupie 14 polskich urzędników magistratu przez gestapo i przewieziony na Pawiak. Zginął w masowej egzekucji w Warszawie, w grupie 280 mężczyzn. Podczas śledztwa nie wydał Jadwigi. Na donosicielu został wykonany wyrok śmierci przez żołnierzy Armii Krajowej „Opocznik”.

### Działalność w AK „Opocznik” i współpraca z lokalnym magistratem

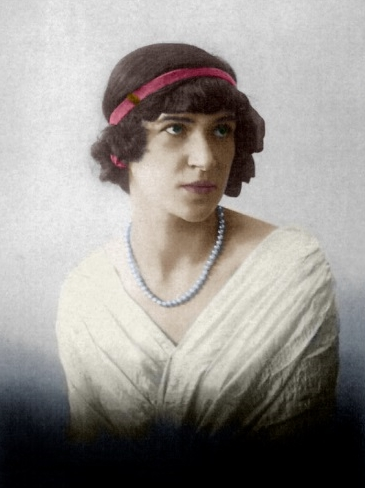
Jadwiga Długoborska

Długoborska działała w podziemiu niepodległościowym i współpracowała z AK „Opocznik”. Dawała schronienie oficerom AK, przebywał u niej m.in.: Władysław Reda „Jeliński”, mjr Eugeniusz Mieszkowski „Ostry”, mjr Henryk Antoni Pracki „Rola”, por. Edward Nowicki „Tyczka”, oficer łączności obwodu, por. Henryk Dubois „Ryszard”, komendant ośrodka Brok.
Kilkakrotnie, ze względu na panieńskie nazwisko, władze okupacyjne proponowały jej podpisanie volkslisty, czego odmówiła. Nałożono na nią codzienną kontrolę. Przed szóstą rano musiała pojawiać się na gestapo i okazywać książkę meldunkową gości pensjonatu. Wiele osób w hotelu nie było meldowanych, korzystało z licznych zakamarków w piwnicach, połączonych ze sobą kilku piętrowych domów na wynajem. W pensjonacie Gestapo przeprowadzało rewizje i nękało najściami.
Często odwiedzała rodzinę w Warszawie. W styczniu 1943 r. przyjęła pod swój dach uciekiniera z Warszawy – Emila G. posługującego się kenkartą na spolszczone nazwisko Ż. Mieszkał jawnie razem z pozostałymi lokatorami, pracując jako placowy w lokalnym tartaku. O żydowskim pochodzeniu uciekiniera wiedzieli pozostali lokatorzy.
Na dwa miesiące przed wycofaniem się Niemców z miasta, wyrzucona z pracy za kradzież służąca Marianna M., z zemsty doniosła na gestapo na Długoborską i własnego męża, z którym była w separacji i jego cała rodzinę. Gestapo wkroczyło do pensjonatu w nocy z 23 na 24 czerwca 1944 r., aresztowało pod zarzutem ukrywania Żydów i oficerów AK: Jadwigę Długoborską i jej siostrę Cecylię Pachecką, matkę nastoletnich dzieci i wdowę po kapitanie, poległym w wojnie obronnej 1939 r. Mąż i szwagier donosicielki zostali zamordowani przez gestapo nad ranem 24 czerwca, pozostali członkowie rodziny zostali przewiezieni na gestapo i po kilku tygodniach wypuszczeni.

### Na ratunek
Długoborska i Pachecka zostały umieszczone w więzieniu zwanym przez mieszkańców Czerwoniakiem. Nazajutrz po aresztowaniu z Warszawy przybyła Wanda Wujcik, siostra Długoborskiej, żona por. Władysława Wujcika przebywającego w obozie jenieckim II C Woldenberg. Powiadomił ją Emil Ż. Wujcik podjęła energiczne kroki w celu uwolnienia sióstr. Udała się do lekarza dra Leona Surowskiego, członka AK, który poradził podanie przebywającej w więzieniu Cecylii Pacheckiej gorącego naparu z tytoniu. Wanda dostarczyła napar, po wypiciu którego Pachecka dostała wysokiej gorączki i silnych bóli brzucha. Wezwany do więzienia dr Leon Surowski w obecności gestapo zdiagnozował u niej fałszywy tyfus. Została przewieziona karetką więzienną w asyście polskiego lekarza do szpitala zakaźnego.
Wanda Wujcik po raz ostatni widziała Długoborską w więzieniu 26 czerwca, kiedy podawała jej paczkę z żywnością. Następnego dnia otrzymała wiadomość, że siostra została przewieziona na badania do siedziby gestapo. Osobiście katował ją gestapowiec „Cyk”. 29 czerwca 1944, w lasach Guty-Bujno „Cyk” rozstrzelał 10. więźniów, w tym: Jadwigę Długoborską, Cecylię Warchalską (z domu Kasińską, żonę profesora gimnazjalnego Kazimierza Warchalskiego, zamordowanego w obozie koncentracyjnym KL Majdanek za tajne nauczanie) i Władysława Nejmana, mieszkańca Ostrowi, dzierżawcę stawu miejskiego. Nazwisk pozostałych ofiar nie udało się ustalić.

## Losy donosicielki
Służąca została aresztowana i rozstrzelana przez gestapo 16 lipca 1944 r. pod zarzutem niedoniesienia o ukrywaniu Żydów na czas. Po wycofaniu się Niemców z miasta, jej ciało zostało przypadkowo znalezione przez rodzinę męża. Jej pochówku dokonali ksiądz i kościelny. Została pochowana na miejscowym cmentarzu bez nazwiska i imienia.

## Pogrzeb Długoborskiej
Poszukiwania ciała zamordowanej siostry rozpoczęła Wanda Wujcik nazajutrz po wycofaniu się Niemców z miasta 29 sierpnia 1944 r. Po dwóch tygodniach zlokalizowała pochówek siostry. Ekshumacja ciała Długoborskiej odsłoniły obrażenia; wybite oko, brak paznokci u obu rąk, wiele śladów wybroczyn na nogach, ramionach, czarne od krwi plecy.
13 września 1944 r. odbył się pierwszy po wycofaniu się Niemców pogrzeb Długoborskiej, na który ściągnęły tłumy mieszkańców Ostrowi Mazowieckiej. Jej trumna została zasypana kwiatami. Została pochowana na cmentarzu parafialnym w rodzinnym grobowcu na którym wyryto napis: „Zmarła śmiercią męczeńską”.

## Losy ocalonego
Emil Ż. przeżył okupację niemiecką. Wstąpił do UB. Od 27 lutego 1945 r. służył w Ostrowi Mazowieckiej, dalej w Sierpcu, następnie we Wrocławiu. Został zwolniony ze służby w UB jako „nienadający się do pracy”. Posługując się przedwojennym nazwiskiem opuścił nielegalnie Polskę z grupą Żydów z organizacji Ichud i przebywał kilka miesięcy poza granicami kraju, m.in. w Wiedniu, gdzie spotkał się ze swoim szwagrem, Naftalem Grabowskim, dalej udał się do Salzburga, gdzie skontaktował się ze swoimi kuzynkami: Janiną i Polą Szwecer. Z początkiem lutego zgłosił się do urzędującej w Stuttgarcie – Polskiej Misji Wojskowej, zgłaszając chęć wyjazdu jako emigrant. Wrócił do Wrocławia 28 lutego 1947 roku. 8 marca 1947 został aresztowany przez UB pod zarzutem nielegalnego przekroczenia granicy i współpracę z obcym wywiadem. Po kilku tygodniach spędzonych w areszcie, wyszedł na wolność.
19 sierpnia 1964 roku został zamordowany strzałem z broni krótkiej na trasie Tyniec Mały-Wrocław. Zabójcą miał być Stanisław Śmigielski, z zawodu fryzjer, który jako fikcyjny kontroler ruchu drogowego zatrzymał samochód Ż. i zażądał opłaty mandatu, po czym strzelił mu w głowę. Sprawca zabójstwa został szybko schwytany przez milicję i skazany na karę śmierci. Rada Państwa odmówiła mu prawa łaski, wyrok śmierci wykonano w 1964 roku przez powieszenie. Sprawa budziła wiele kontrowersji i wątpliwości. W celu uspokojenia opinii publicznej SB przekazała akta śledztwa Tomaszowi Chacińskiemu, pisarzowi, zarejestrowanemu jako TW na SB, który napisał dwuodcinkowy esej w „Odrze” w 1969 r. potwierdzający oficjalną wersję zabójstwa za przypadkowy napad.

## Losy „kata Ostrowi”
Zbrodnie „Cyka” zostały udokumentowane i złożone w Warszawie i Ludwigsburgu w wielu świadectwach powojennych zaliczane do zbrodni Cyka (w wersji niemieckiej „Tzyka”). Podczas okupacji celowo manipulował i zacierał własną tożsamość, podając fikcyjne nazwisko, zawód i miejsce pochodzenia. Przed wojną należał do polskojęzycznych Niemców, władał płynnie niemieckim i polskim. Po wycofaniu się wojsk niemieckich był poszukiwany przez mieszkańców miasta. „Kat Ostrowi” odznaczał się wyjątkowym sadyzmem, osobiście dokonywał mordów na dorosłych i dzieciach.
SB uważała, że „Cyk” żyje na terenie PRL. Na początku lat 70. XX w. sprawę „Cyka” usiłował wyjaśnić prokurator Jan Traczewski. SB wymogła na nim zaprzestanie poszukiwań.

## Losy dowódców i członków 91 Batalionu Policyjnego SS
Za zabójstwo ostrowskich Żydów przed niemieckim sądem w 1964 r. stanęli jedynie dowódcy: Hans Hoffmann, Theodor Pilich, Kurt Kirschner. SS-mani wykonujący egzekucje pojawili się na procesie w roli świadków. Członkowie 91. Batalionu Policyjnego zostali uznani za niewinnych, ponieważ zdaniem sądu wykonywali „rozkaz dotyczący spraw służbowych” i sąd uznał, że „nie mieli przestrzeni do podejmowania decyzji”. Dowódcy zostali skazani na 3 lata pozbawienia wolności, z czego odsiedzieli 7 miesięcy.
Niemieccy prokuratorzy nie zwrócili się do GKBZH i podczas rozprawy nie pojawił się ani jeden polski świadek mordu z miasta Ostrów Mazowiecka. Sędziowie bazowali wyłącznie na świadectwach żydowskich, ale wszyscy ocaleli z Zagłady Żydzi znali zbrodnię tylko ze słyszenia. Fakt nieobecności naocznych świadków został zauważony przez niemieckich sędziów, wobec czego świadectwa żydowskie nie mogły być wykorzystane w akcie oskarżenia.
Teodor Pilich został kierownikiem wszystkich obozów pracy IG Farben w Oświęcimiu. Hoffmann awansował do stopnia majora policji porządkowej i służył na terenie Czech i Moraw. Kurt Kirschner służył na terenie zachodniej Westfalii, potem Jugosławii. Z powodu aktów sadyzmu w 1943 r. sąd policji SS skazał go na karę 16 miesięcy więzienia, ale wyszedł już po 6 miesiącach. Następnie wstąpił do jednostki SS Oskara Dirlewangera. Razem z nią tłumił w 1944 roku Powstanie Warszawskie.

## Polskie przesłuchania
Oficjalne śledztwo w sprawie zbrodni na Żydach przeprowadził prokurator Jan Traczewski w 1971 roku na prośbę mieszkańców miasta. Przesłuchał Leokadię Blicharską, Czesława Świderka, Edwarda Puściznę, Antoniego Zawadzkiego, Franciszka Białka, Kazimierza Szwajkowskiego, Aleksandra Karpińskiego, Stanisława Jastrzębskiego, Czesława Tomczykowskiego, Szczepana Piłkowskiego, Stanisława Wędzika, Irenę Strzemecką, Helenę Cholewińską, Helenę Goldberg, Reginę Grabowską, Janinę Brodzik, Jana Kwiatkowskiego, Franciszka Modzelana, Stanisława Jastrzębskiego.
Polskie zeznania zostały powtórnie nie uwzględnione przez autorów niemieckiej monografii: „Judenmord in Ostrów Mazowiecka”.

## Kontrowersje
Rodzina Jadwigi Długoborskiej długo nie mogła zeznawać przed Komisją i ujawniać, ze względu na przedwojenne powiązania z KOP, Sztabem Głównym, PSZ, RAF, potem ze względu na zabójstwo ocalonego w 1964 r. i niewyjaśnione, będące przedmiotem zainteresowania UB/SB – losy sprawcy.
Siostry Jadwigi Długoborskiej, Janina Mika sekretarka w warszawskim oddziale Korpusu Ochrony Pogranicza, uciekła do Bydgoszczy, Seweryna Barbara Bohdanowicz, juzistka w Sztabie Głównym w Warszawie (została internowana z Rządem RP do Rumunii), po wojnie została z mjrem Edwardem Bohdanowiczem, więźniem sowieckich łagrów, lotnikiem RAF („Ziemia Mazowiecka”, „Ziemia Wielkopolska”), kawalerem orderu Virtuti Militari, w Anglii w Nottingham, Wanda Wujcik, żona por. Władysława Wujcika, więźnia II WC Woldenberg, kawalera orderu VM, uciekła do Gdyni, kuzynka, Halina Socharska, lekarz medycyny, żołnierz AK „Opocznik” ps. „Brzostowa”, wdowa po por. Macieju Socharskim, lotniku RAF, zestrzelonym przez Niemców w 1941 r. na terenie Holandii, więźniarka obozu KL Auschwitz-Birkenau, uciekła przed prześladowaniami UB do Wrocławia. Na miejscu została jedynie: Cecylia Pachecka, wdowa po oficerze Straży Granicznej. W 1947 r. jej syn, student medycyny Andrzej Pachecka, świadek aresztowania Jadwigi Długoborskiej, został aresztowany przez UB we Wrocławiu. Skazany na siedem miesięcy więzienia z powodu przetrzymywania broni przez kolegę z akademika.
Sprawa zamordowania Długoborskiej i ostatnia masowa eksterminacja w Ostowi Mazowieckiej została ujawniona przez świadków w formie zeznań przed Główną Komisją Badania Zbrodni Hitlerowskich dopiero w latach 1980–1984. Sędzia Eugenia Wilkowska-Neffe nie zapisała podczas przesłuchań Wandy Wujcik przyczyn aresztowania Długoborskiej, ale wręczyła adres Mieczysława Bartniczaka, żeby „upamiętnić siostrę”. W taki sposób powstały listy Wandy Wujcik do Mieczysława Bartniczaka, który na ich podstawie opisał szczątkowo historię Długoborskiej w dwóch książkach: „Od Andrzejewa do Pecynki” i „Ostrów Mazowiecka i okolice”.
W uzasadnieniu umorzenia sędzia GKBZH dopuściła się fałszerstwa sądowego. Przerzuciła odpowiedzialność za śmierć Długoborskiej i kilkudziesięciu innych mieszkańców Ostrowi Mazowieckiej, z gestapo na niemiecką żandarmerię.
Nie jest do końca jasny przebieg aresztowania.
W relacji Wandy Wujcik, gestapo wtargnęło do pensjonatu z dwóch stron, od podwórza i ulicy. Na miejscu z właścicieli zastało tylko Długoborską. Matka i siostra z dwojgiem dzieci zostały umieszczone w zamaskowanych pokojach, gdzie zwykle Długoborska ukrywała Żydów. W pensjonacie w noc aresztowania nie było także Emila Ż. Wiele wskazuje, że Długoborska została ostrzeżona o groźbie aresztowania, dlatego w pensjonacie nie było Żydów, a w zamaskowanej kryjówce umieściła własną rodzinę.

## Upamiętnienie
W latach PRL Wanda Wujcik bezskutecznie podejmowała próby upamiętnienia siostry.
Pierwsze upamiętnienie Jadwigi Długoborskiej miało miejsce 29 czerwca 2014 roku w 70. rocznicę śmierci. W uroczystości wzięli udział: Burmistrz Miasta Ostrów Mazowiecka, Władysław Krzyżanowski, Joanna Szczepkowska, Iwona i Bronisław Wildstein, Jan Ołdakowski, Angelika i Grzegorz Górny, Edward Kopówka, dyrektor Muzeum Obozu Zagłady „Treblinka”, odznaczona medalem – Sprawiedliwa wśród Narodów Świata Jadwiga Jóźwik z Sadownego, lokalna społeczność i rodzina zamordowanej.
W 2017 roku syn ocalonego wystąpił oficjalnie do Yad Vashem z wnioskiem o pośmiertne nadanie Jadwidze Długoborskiej tytułu „Sprawiedliwy wśród Narodów Świata”.
Wniosek nie został przedłożony komisji ds. odznaczeń ze względu na to, że wnioskującym był syn, a nie zamordowany w 1964 r. ojciec. Ani akt zgonu Długoborskiej podpisany w 1944 r. przez Emila Ż., ani dokumentacja powojenna, ani prokuratorska z zeznaniami żony Emila Ż., ani dodatkowe informacje poświadczone przez syna, nie zostały uwzględnione.
Losy Długoborskiej były inspiracją programu: „Zawołani po imieniu” prowadzonego przez Instytut Pileckiego, dzięki któremu upamiętniani są Polacy, którzy zginęli za ratowanie i pomoc Żydom w miejscu ich życia. W 75. rocznicę śmierci Jadwigi odsłonięto tablicę upamiętniającą jej losy. Uroczystość uświetniła m.in.: wiceminister kultury i dziedzictwa narodowego Magdalena Gawin, minister cyfryzacji Marek Zagórski, wicedyrektor Instytutu Pileckiego Anna Gutkowska oraz burmistrz Ostrowi Mazowieckiej Jerzy Bauer.